# Leiopathidae
Leiopathidae é uma família de coral negro da ordem Antipatharia, classe Anthozoa.

## Espécies
- Leiopathes acanthophora Opresko, 1998
- Leiopathes annosa Wagner and Opresko, 2015
- Leiopathes bullosa Opresko, 1998
- Leiopathes expansa Johnson, 1899
- Leiopathes glaberrima (Esper, 1788)
- Leiopathes grimaldii Roule, 1902
- Leiopathes montana Molodtsova, 2011
- Leiopathes secunda Opresko, 1998
- Leiopathes valdiviae (Pax, 1915)